# Wakacje z agentem

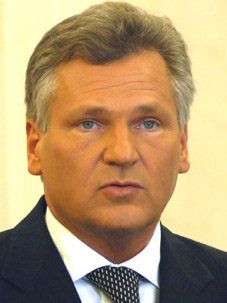
Aleksander Kwaśniewski w 2005 r.

Wakacje z agentem – cykl artykułów opublikowany na łamach pierwszej edycji dziennika „Życie” w sierpniu 1997, który przeszedł do historii polskiego dziennikarstwa śledczego. Seria tekstów, znana pod tytułem „Wakacje z agentem”, informowała o wspólnych wakacjach: pobycie i domniemanych spotkaniach Aleksandra Kwaśniewskiego, wówczas przewodniczącego Klubu Parlamentarnego SLD, z rosyjskim szpiegiem Władimirem Ałganowem w pensjonacie „Rybitwa” na terenie Centralnego Ośrodka Sportu we Władysławowie-Cetniewie w sierpniu 1994. Zaraz po publikacji prezydent nazwał publikację stekiem bzdur i zapowiedział skierowanie sprawy do sądu. Stwierdził, że nigdy nie spotkał się z Ałganowem.
Po tych słowach, w dzienniku „Życie” opublikowano serię zdjęć, przedstawiającą prezydenta z radzieckim szpiegiem. Następnie rzecznik Prezydenta, Antoni Styrczula oświadczył, że Prezydent Aleksander Kwaśniewski nie mógł przebywać na terenie Centralnego Ośrodka Sportu we Władysławowie-Cetniewie, bo 12 sierpnia 1994 przyjmował w stolicy delegację parlamentarzystów z Tajlandii. Według dziennikarzy „Życia” ambasada Tajlandii w Warszawie nie odnotowała jednak odbycia podobnej wizyty.
Aleksander Kwaśniewski pozwał „Życie” do sądu. Był to pierwszy w Polsce proces cywilny wytoczony prasie przez urzędującego Prezydenta RP. Gazeta powoływała się na relacje świadków oraz rachunki za pobyt w ośrodku. W czasie procesu zeznania części świadków nie potwierdziły treści artykułu.
Dowodem koronnym w sprawie sądowej przeciwko redaktorom „Życia” stała się dokumentacja zachowana w BIG Banku Gdańskim, kierowanym przez Bogusława Kotta, znajomego Prezydenta Kwaśniewskiego. Transakcje Prezydenta dokonane kartami płatniczymi wydanymi przez BIG Bank Gdański zostały uznane przez sąd za wiarygodne potwierdzenie słów prezydenta i dowód, że w inkryminowanym okresie nie przebywał on w Cetniewie, lecz w Irlandii.
W roku 2000 Sąd Okręgowy w Warszawie uznał, że informacje na temat rzekomych spotkań Kwaśniewskiego z Ałganowem były nieprawdziwe i nakazał autorom tekstów oraz redaktorowi naczelnemu Tomaszowi Wołkowi publiczne przeproszenie prezydenta. W roku 2001 Sąd Apelacyjny utrzymał wyrok w mocy, ale orzeczenie to w roku 2003 zostało uchylone. W roku 2004 sąd apelacyjny ponownie rozpatrzył sprawę uznając, że dziennikarze nie dochowali należytej staranności oraz rzetelności podczas zbierania informacji.
18 lutego 2005 Sąd Najwyższy ustanowił precedensową uchwałę – dziennikarz nie podlega odpowiedzialności cywilnej za przedstawienie nieprawdziwego zarzutu, pod warunkiem że zbierając i wykorzystując informacje dochował staranności, działał w ważnym interesie społecznym i odwołał nieprawdziwy zarzut. Uchwała nie jest wiążąca dla sądów, choć mogą one brać ją pod uwagę przy orzekaniu w konkretnych sprawach.